# II. Huccijasz hettita király
II. Huccijasz teljesen ismeretlen származású és ismeretlen módon váltotta fel elődjét, aki lehetett II. Cidantasz vagy II. Hantilisz is.
Ez az időszak I. Thotmesz egyiptomi király közel-keleti hadjáratainak ideje, amikor a térség két nagyhatalma Mitanni és Egyiptom. Mitanni elfoglalta Hatti délkeleti bástyáját, Kizzuvatnát és keleti ütközőállamát, Isuvát is. További nyugati terjeszkedését azonban az egyiptomi konfrontáció akadályozta meg. Kizzuvatna két utolsó önálló uralkodója, Talcu és Szunasszura voltak II. Cidantasz és II. Huccijasz kortársai. Huccijasz valószínűleg III. Thotmesz önálló uralkodását is megérte.
II. Huccijaszt Muvatallisz, a testőrség parancsnoka gyilkolta meg, aki elfoglalta a trónt is.

## Külső hivatkozások
- Hittites.info

| Előző uralkodó: II. Cidantasz | hettita király i. e. 15-14. század | Következő uralkodó: I. Muvatallisz |